# Pilosocereus alensis
Pilosocereus alensis es una especie de planta fanerógama de la familia Cactaceae.

## Hábitat
Es endémica de Noroeste y el oeste de México en (Chihuahua, Durango, Guerrero, Jalisco, Michoacán y Sonora). La especie se encuentra en las Reserva de la Biosfera Sierra de Manantlán y Área Natural Protegida Bosque La Primavera.

## Descripción
Es un cactus arbolado que alcanza los 4.5 a 6 m de altura con ramificación, son basales con 12 a 14 costillas, a veces tuberculado y 10 a 14 espinas de color amarillento acicular de 1 a 1.5 cm  de largo. La zona tiene floración blanco o amarillento con pelo, de 5 cm de largo. Las flores son moradas.

## Taxonomía
Pilosocereus alensis fue descrita por (F.A.C.Weber) Byles & G.D.Rowley y publicado en Cactus and Succulent Journal of Great Britain 19: 66. 1957.
Etimología
Pilosocereus: nombre genérico que deriva de la  palabra  griega:
pilosus que significa "peludo" y Cereus un género de las cactáceas, en referencia a que es un Cereus peludo.
alensis: epíteto geográfico que alude a su localización en  la Sierra de Alo en el estado de Jalisco.  
Sinonimia
- Pilocereus alensis
- Cephalocereus alensis
- Cereus alensis
- Pilosocereus guerreronis
- Pilocereus guerreronis
- Cephalocereus guerreronis[3]